# Yoshida Hideo

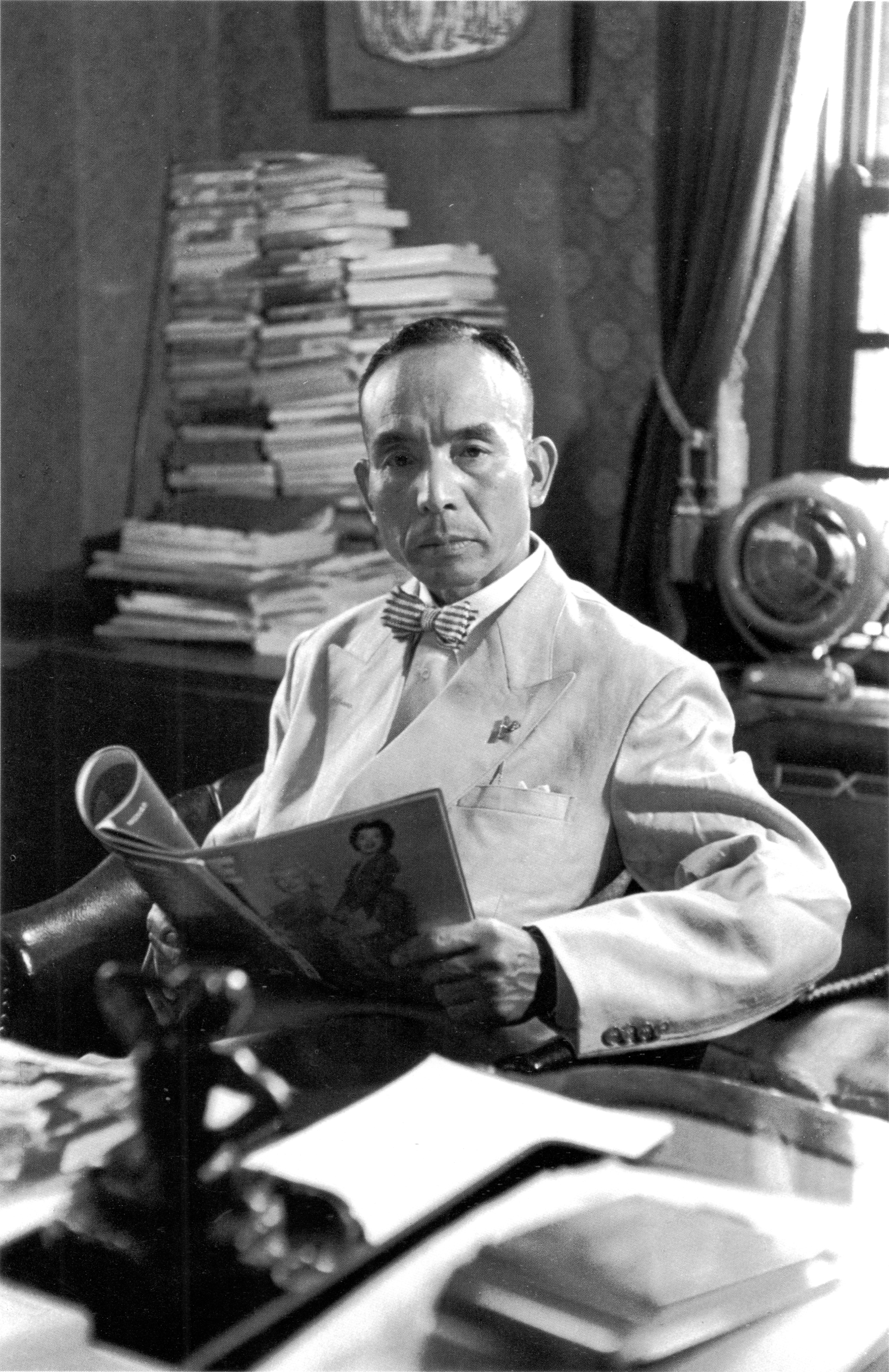
Yoshida Hideo, 1953

Yoshida Hideo (japanisch 吉田 秀雄; geboren 9. November 1903 in Kokura (Präfektur Fukuoka); gestorben 27. Januar 1963 in Tokio) war der 4. Präsident des großen Anzeigenunternehmens „Dentsū“.

## Leben und Wirken
Yoshida Hideo war der zweite Sohn von Watanabe Katsugorō (渡辺 勝五郎). Im Alter von 14 Jahren wurde er von der wohlhabenden Familie des Yoshida Ichiji (吉田 一次) adoptiert. Er besuchte die „Kokura Junior High School“ (小倉中学校, Kokura chūgakkō) und die „7. Höhere Schule alter Art“ und machte 1928 seinen Abschluss an der Fakultät für Wirtschaftswissenschaften der Kaiserlichen Universität Tokio. Im April desselben Jahres trat er in das Werbeunternehmen „Nippon Telegraph Communication“ (日本電報通信社, Nihon dempō tsūshin-sha) ein. Vorwiegend im Anzeigenverkauf tätig, machte er sich früh einen Namen und wurde im Februar 1941 zum Chef der regionalen Verkaufsbüros, im Juni 1942 zum Direktor und im Dezember desselben Jahres zum Geschäftsführer befördert. Er spielte eine zentrale Rolle bei der Konsolidierung der Zweigstellen von 186 auf 12 und bei der offiziellen Festlegung der Zeitungsanzeigentarife auf der Grundlage neuer Berechnungsstandards, die von 1943 bis 1944 durchgeführt wurden.
Nach dem Zweiten Weltkrieg, wurde Yoshida im Juni 1947 der vierte Präsident des Unternehmens. Er war einer der ersten in Japan, der sich mit dem kommerziellen Rundfunk beschäftigte und ihn förderte. Während er herausragende Führungsqualitäten unter Beweis stellte, förderte er die Rationalisierung des Werbeagenturgeschäfts und die Internationalisierung der Werbeaktivitäten und legte damit den Grundstein für die Entwicklung von „Dentsū“ zu einem weltweit bedeutenden Werbeunternehmens.
1961 wurde Yoshida von der International Advertising Association (IAA) für seinen Distinguished Service to International Advertising ausgezeichnet. Bald darauf, im Januar 1963, starb er an Magenkrebs. Er wurde als „Teufel der Werbung“ (広告の鬼, Kōkoku no oni) bezeichnet, in Anlehnung an seine Aufstellen der „Zehn Regeln des Teufels“ (鬼十則, Oni jussoku) für die Werbung.
1965 wurde die Stiftung „Yoshida Hideo Memorial Foundation“ (吉田秀雄記念事業財産) gegründet, die ihren Sitz in dem ehemaligen Anwesen Yoshidas in Tokio hat. Die Stiftung hat den Zweck, die Anzeigenkultur durch Untersuchungen und Publikationen zu fördern.